# Nausinoe melanoleuca
Nausinoe melanoleuca là một loài bướm đêm trong họ Crambidae.